# Erginulus weyerensis
Erginulus weyerensis is een hooiwagen uit de familie Cosmetidae.